# أورسولا بيثل
أورسولا بيثل (بالإنجليزية: Mary Ursula Bethell)‏ هي كاتِبة وشاعرة نيوزيلندية، ولدت في 6 أكتوبر 1874 في Horsell ‏ في المملكة المتحدة، وتوفيت في 15 يناير 1945 في كرايستشرش في نيوزيلندا.